# Ruth Graves Wakefield
 (août 2011).
Si vous disposez d'ouvrages ou d'articles de référence ou si vous connaissez des sites web de qualité traitant du thème abordé ici, merci de compléter l'article en donnant les références utiles à sa vérifiabilité et en les liant à la section « Notes et références ».
Ruth Graves Wakefield, née le 17 juin 1903 et morte le 10 janvier 1977, est une Chef cuisinière américaine. Elle est l’inventrice du cookie Toll House, le premier biscuit aux brisures de chocolat, en 1930. 

## Début dans sa vie et ses affaires
Ruth Graves Wakefield a étudié à l'Université d'État de Framingham, à l'École normale des arts ménagers en 1924. Ensuite, elle a travaillé à titre de diététiste et donné des conférences sur les aliments. En 1930, elle et son mari Kenneth Donald Wakefield (1897-1997) ont acheté un gîte touristique dans la ville de Whitman au Massachusetts dans le comté de Plymouth. Situé à mi-chemin entre Boston et New Bedford, c'était un endroit où les gens de passage payaient un tribut, reposaient les chevaux et mangeaient des plats faits maison. Lorsque les Wakefield ont ouvert leur entreprise, ils l'ont appelé le Toll House Inn. Ruth cuisait et servait les aliments et bientôt elle acquit une renommée locale pour ses desserts. Le restaurant avait de nombreux visiteurs, y compris le sénateur John F. Kennedy du Massachusetts. Ses biscuits aux pépites de chocolat sont très rapidement devenus populaires. Elle a inventé les cookies aux pépites de chocolat en 1930. En 1930, elle fit un lot de biscuits pour ses invités quand elle a découvert qu'elle manquait de chocolat de boulangerie. Elle le substitua par des morceaux de chocolat mi-sucré Nestlé, s'attendant à les voir fondre et s'absorber dans la pâte pour créer des cookies au chocolat, mais elle a accidentellement inventé les cookies aux pépites de chocolat. Ruth contacta Nestlé et ils conclurent un accord: La compagnie imprimera sa recette sur la couverture de l'ensemble de leurs tablettes de chocolat mi-sucré, et elle obtiendrait un approvisionnement à vie de chocolat. Nestlé commença une campagne de marketing de leurs pépites de chocolat pour être utilisés en particulier dans les cookies. Ruth a écrit un livre de cuisine, Toll House recettes éprouvée, qui a débuté par 39 tirages dès 1930. Ruth Graves Wakefield est décédée des suites d'une longue maladie à l'hôpital de Jordanie à Plymouth, dans le Massachusetts. [réf. nécessaire]. Elle a été enterrée dans le cimetière de Mayflower de la ville de Duxbury. ,
Elle a cédé sa collection de livres de cuisine au Framingham State College.
À la suite d'une erreur de référencement Google, sa photo a illustré des portraits de Tabitha Babbitt, identifiée comme étant à l'origine de l'invention de la scie circulaire.